# أمة الواحد بنت الحسين المحاملي
أَمَة الواحد بنت القاضي أبي عبد الله الحسين بن إسماعيل المَحَامِلِي الضبي، اسمها سُتَيْتَة ولقبها بنت المَحَامِلِي، وكنيتها أم عبد الواحد، (تُوفيت في رمضان، 377 هـ - 987 م بِبغداد)، هيّ فقيهة ومُفتية وعالمة رياضيات ومحدثة من رواة الحديث النبوي. تنتمي إلى قبيلة بني ضبة بن إد بن طابخة بن إلياس بن مضر بن نزار بن معد بن عدنان وعاشت في القرن الرابع الهجري في بغداد ولا تُعرف سنة مولدها على وجه التحديد.

## نسبها
- هيّ: أمة الواحد بنت القاضي أبي عبد الله الحسين بن إسماعيل بن محمد بن إسماعيل بن سعيد بن أبان المَحَامِلِي الضبي.

## عائلتها
كان جدها إسماعيل الضبي مُحدث بغداد في زمانه وعالم من كِبار علمائها، ووالدها أبو عبد الله الحُسين بن إسماعيل المَحَامِلِي كان إماماً وقاضياً من قضاة بغداد ومحدث من محدثيها، وعمها القاسم بن إسماعيل المَحَامِلِي كان إماماً ومحدث من ثقات رواة الحديث، وإخوانها القاضي عبد الله بن الحسين المَحَامِلِي وراوي الحديث علي بن الحسين المَحَامِلِي كانوا من رواة الحديث الثقات، وعائلتها بالمُجمل عائلة مشهورة بالفقه والحديث وبالعمل في مجال القضاء لذا نشأت أمة الواحد في بيئة مليئة بالعلماء.

## علمها
كانت على المذهب الشافعي لذا تفقهت عليه على يد والدها القاضي وأصبحت حينما كبرت فقيهة من فقهاء المذهب الشافعي في ذاك الزمان، حفظت القرآن الكريم كاملاً وتعلمته أيضًا إلى جانب الفقه وقرأت القراءات، وبرزت في مجال الحديث بقدر بروزها في مجال الفقه فكانت تسمع الحديث النبوي وترويه وتعلمه للناس، وتعلمت علوم اللغة العربية بشتّى أنواعها وخصوصاً النحو، وتعلمت مسائل الدَّور، وتعلمت علم الفرائض، وتعلمت الرياضيات فأصبحت مرجعاً يرجع إليه قضاة بغداد حيثُ كانوا يستعينون بها في حل المسائل المستعصية عليهم باستخدام الرياضيات.
أغلب هذه العلوم تعلمتها على يد والدها وخصوصاً الفقه والحديث. بما يخص الحديث فقد حدثت عن عدة، منهم: والدها أبو عبد الله الحُسين بن إسماعيل المَحَامِلِي، وإسماعيل بن العباس الوراق، وعبد الغافر بن سلامة الحمصي، وأبو الحسن المصري، والإمام حمزة الهاشمي، وغيرهم.
وقد حدث عنها الكثير وكتبوا الحديث من سماعها، وكان أبرز تلامذتها الحسن بن محمد الخلال وهُوّ أكثر من روى عنها. كانت إضافة إلى بروزها كمحدثة وفقيهة لها جهود كبيرة في الإفتاء، وروى الخطيب البغدادي:
| أمة الواحد بنت الحسين المحاملي | حدثني أبو إسحاق إبراهيم بن علي الشيرازي قال: سمعتُ أبا بكر البرقاني يقول: كانت بنت المحاملي تُفتي مع أبي علي بن أبي هريرة. | أمة الواحد بنت الحسين المحاملي |

وأبي علي بن أبي هريرة هذا المُلقب بـ ابن أبي هريرة هُوّ إمام وشيخ ومفتي من علماء المذهب الشافعي، كان هو وأمة الواحد من أكابر شيوخ الإفتاء على المذهب الشافعي في بغداد آنذاك.

## أقوال العلماء فيها
ترجم لها العديد من العلماء والمؤرخين، منهم: الإمام الذهبي في كتابه سير أعلام النبلاء، و أبو الفرج بن الجوزي في كتابه صفة الصفوة، والخطيب البغدادي في كتابه تاريخ بغداد، وابن كثير في اثنين من كتبه هُن البداية والنهاية وطبقات الشافعيين، وخير الدين الزركلي في كتابه الأعلام للزركلي، وغيرهم.
وقد أشاد أولئك العلماء بها كثيراً إذ يقول عنها الذهبي في ترجمته: «العالمة الفقيهة المفتية...»، وفي موضع آخر يقول: «وحفظت القرآن والفقه  للشافعي، وأتقنت الفرائض، ومسائل الدور والعربية، وغير ذلك..»، ويقول عنها ابن كثير في البداية والنهاية: «قرأت القرآن وحفظت الفقه والفرائض والحساب والدرر والنحو وغير ذلك، وكانت من أعلم الناس في وقتها بمذهب الشافعي، وكانت تفتي به مع الشيخ أبي علي بن أبي هريرة، وكانت فاضلة في نفسها كثيرة الصدقة، مسارعة إلى فعل الخيرات، وقد سمعت الحديث أيضا...»
ويقول ابن كثير عنها أيضًا في طبقات الشافعيين: «وحفظت القرآن، والفقه على مذهب الإمام الشافعي، والفرائض، والدور، والعربية، وغير ذلك من العلوم الإسلامية...»، ثُمّ ذكر تاريخ وفاتها وترحم عليها.
أما الخطيب البغدادي فقد قال: «وقال لي الخَلاّل: كان أبو حامد الإسفرايني يعظِّمها ويُكْرمها.»، ويصفها خير الدين الزركلي: «فاضلة، عالمة بالفقه والفرائض، حاسبة، من أهل بغداد، كانت من أحفظ الناس للفقه على مذهب الشافعي.
وكانت تفتي. وحدثت وكُتِب عنها الحديث.»
قال عنها أحمد بن عبد الله بن الحسين بن إسماعيل المَحَامِلِي وهُوّ ابن أخيها: «اسمها سُتيتة وكانت فاضلة عالمة من أحفظ الناس للفقه على مذهب الشافعي.»، وابن أخيها أحمد هذا كان عالم حديث من الثقات والمشاهير.

## زواجها وذريتها
تزوجت أمة الواحد مِن ابن عمها أحمد بن القاسم بن إسماعيل المَحَامِلِي وهُوّ شيخ ومحدث من الرواة المعروفين، وأنجبت من زوجها ابن هُوّ محمد بن أحمد بن القاسم المَحَامِلِي الذي أصبح فقيهاً وقاضياً ومحدثاً من الثقات. وابنها محمد أنجب حفيدها أحمد بن محمد بن أحمد بن القاسم بن إسماعيل المَحَامِلِي المعروف بـ أبو الحسن الضبي وهُوّ فقيه شافعي ومحدث ألف كتاب شهير عنوانه اللُّباب في الفقه الشافعي، وأنجب محمد ابن آخر أيضًا هُوّ عبد الكريم بن محمد بن أحمد بن القاسم بن إسماعيل المَحَامِلِي المعروف بـ أبو الفتح بن المَحَامِلِي وهو أيضًا محدث ثقة.

## وفاتها
توفيت أمة الواحد في شهر رمضان من 377 هـ - 987 م بِبغداد.

## وصلات خارجية
- أمة الواحد بنت الحسين بن إسماعيل المحاملي - الموسوعة